# The Kennedys
The Kennedys è una miniserie televisiva del 2011 in otto puntate, che racconta la vita della famiglia Kennedy e le tragedie che questa ha subito. La miniserie, di produzione canadese e statunitense, è diretta da Jon Cassar e ha come interpreti principali Greg Kinnear, Katie Holmes, Barry Pepper e Tom Wilkinson. Una seconda stagione intitolata I Kennedy la storia continua, è stata trasmessa nel 2017.
The Kennedys doveva originariamente andare in onda sul canale History negli Stati Uniti. Tuttavia, nel gennaio del 2011, History annunciò che non avrebbe trasmesso la miniserie in quanto giudicata un'«interpretazione drammatica dei fatti non adatta al marchio History», attento all'attendibilità dei suoi prodotti. Tale decisione portò alla rapida diffusione di notizie su presunte pressioni politiche da parte della famiglia Kennedy. Dopo che varie altre emittenti rifiutarono di inserirla nel proprio palinsesto, i diritti americani della miniserie furono acquistati da ReelzChannel, che la trasmise a partire dal 3 aprile 2011. Nel Regno Unito andò in onda dal 7 aprile e in Canada dal 10 aprile.
In Italia la miniserie è stata trasmessa dal canale satellitare History dal 7 al 28 giugno 2011, mentre in chiaro è stata trasmessa da LA7 dal 31 agosto al 14 settembre 2011, con il titolo I Kennedy. L'edizione in lingua italiana in home video è stata invece pubblicata come The Kennedys - La storia di una famiglia.

## Seconda stagione
Una seconda stagione intitolata I Kennedy la storia continua (The Kennedys: After Camelot il titolo originale) composta da 2 episodi, prosegue narrando la storia di Jacqueline Kennedy che si sposa con Onassis e di Ted Kennedy che vuole diventare il nuovo presidente degli Stati Uniti dopo la morte dei suoi due fratelli John e Bob. In America gli episodi sono stati trasmessi il 2 aprile e il 9 aprile 2017, mentre in Italia vengono trasmessi, in quattro puntate, dal 13 dicembre 2017 su Sky.

## Puntate
| nº | Titolo originale                                             | Titolo italiano                     | Prima TV USA   | Prima TV Italia |
| -- | ------------------------------------------------------------ | ----------------------------------- | -------------- | --------------- |
| 1  | A Father's Great Expectations                                | Le grandi aspettative di un padre   | 3 aprile 2011  | 7 giugno 2011   |
| 2  | Shared Victories, Private Struggles                          | Vittorie condivise, lotte intestine | 3 aprile 2011  | 7 giugno 2011   |
| 3  | Failed Invasion, Failed Fidelity                             | Invasioni fallite, promesse mancate | 5 aprile 2011  | 14 giugno 2011  |
| 4  | Broken Promises and Deadly Barriers                          | Promesse infrante e barriere letali | 6 aprile 2011  | 14 giugno 2011  |
| 5  | Moral Issues and Inner Turmoil                               | Questioni morali e fermenti interni | 7 aprile 2011  | 21 giugno 2011  |
| 6  | On the Brink of War                                          | Sull'orlo della guerra              | 8 aprile 2011  | 21 giugno 2011  |
| 7  | The Countdown to Tragedy                                     | L'inevitabile si avvicina           | 10 aprile 2011 | 28 giugno 2011  |
| 8  | The Aftermath: A Family's Curse of Misfortune and Heartbreak | L'epilogo                           | 10 aprile 2011 | 28 giugno 2011  |

## Produzione
Il cast principale di The Kennedys è stato annunciato il 29 aprile 2010 dal regista Cassar, attraverso l'account di Twitter. La miniserie è stata girata a Toronto tra il giugno e il settembre del 2010 ed è stata prodotta dallo studio indipendente canadese Muse Entertainment Enterprises e dalla società di produzione di Joel Surnow. The Kennedys è la prima serie originale sceneggiata per il canale History Television, dal quale viene trasmessa in Canada. La miniserie, la cui produzione è costata 30 milioni di dollari, è principalmente sceneggiata da Steve Kronish, che ha precedentemente lavorato con Surnow nella serie televisiva 24.

## Controversie
The Kennedys è stata oggetto di accese critiche da parte degli storici, basate già sulle prime sceneggiature, tra cui le accuse di falsificazione storica e di dare una rappresentazione distorta e negativa della famiglia protagonista. Il 16 febbraio 2010 il regista Robert Greenwald registra il sito web stopkennedysmears.com, in cui ha pubblicato un mini-documentario per denunciare il «tentativo di assassinio politico postumo, che trasforma la storia in un'interminabile soap opera». Il 24 febbraio 2010 Dave Itzroff del New York Times riportò che lo storico David Talbot, il cui recente libro era stato usato come fonte materiale per la miniserie, si era unito a coloro che criticavano preventivamente The Kennedys. Ted Sorensen, ex autore di discorsi per John Fitzgerald Kennedy, ha descritto la sceneggiatura come una «campagna diffamatoria». Mentre tutte queste critiche venivano espresse, la miniserie non era ancora stata lanciata.
In un'intervista del 17 giugno 2010, Joel Surnow si riferì a coloro che criticavano la miniserie dicendo: «hanno guardato le prime bozze di sceneggiatura che non assomigliano nemmeno al progetto definitivo. Era troppo presto per loro dare un commento su di esso».